# Малая Бурначка
Малая Бурначка — река в России, протекает в Тамбовской области. Правый приток Бурначки.

## География
Река берёт начало у деревни Малый Бурначек. Течёт в южном направлении по открытой местности. Устье реки находится севернее села Бурнак в 7,1 км по правому берегу реки Бурначки. Длина реки составляет 30 км, площадь водосборного бассейна — 173 км². В 8,4 км от устья, по правому берегу реки впадает река Клешня.

## Данные водного реестра
По данным государственного водного реестра России относится к Донскому бассейновому округу, водохозяйственный участок реки — Савала, речной подбассейн реки — Хопер. Речной бассейн реки — Дон (российская часть бассейна).
Код объекта в государственном водном реестре — 05010200312107000007157.